# Tandfiling
Hos mange folkeslag har man brugt at file på fortænderne så at de fik et særligt udseende. I dag behandler man dem med syre og/eller farve for at gøre dem hvide.